# Fendry Ekel
Fendry Ekel (* 1971 in Jakarta, Indonesien) ist ein niederländischer Maler. Ekel lebt zeitweise in Yogyakarta, Indonesien.

## Leben
Ekel kam als Jugendlicher in den frühen 1980er Jahren aus Indonesien in die Niederlande. Er studierte in Amsterdam an der Gerrit Rietveld Akademie und von  1998 bis 2000 an der „Rijksakademie van Beeldende Kunsten“ in Amsterdam. 1999 war er Artist in residence der Fondazione Pistoletto in Cittadellarte (Biella).

## Werk
Ekel bevorzugt in seinen starkfarbigen Bildern Mischtechniken wie Gouache, Acryl- und Ölfarbe. Vorlagen seiner oft monumentalen Werke sind Schwarzweiß-Fotografien von Architekturen oder historischen Ereignissen. Ekels Bilder wurden bei Galerien in den Niederlanden, Frankreich, Belgien, Spanien, Mexiko, Australien und den Vereinigten Staaten ausgestellt.